# Эстрин, Юрий Захарович
Юрий Захарович Эстрин (род. 12 апреля 1946, Белогорск, Крымская область) — советский и австралийский учёный-материаловед, специалист в области физического металловедения.
Профессор университета имени Монаша (Австралия), действительный член Австралийской академии наук, почётный доктор Российской академии наук, иностранный член Российской академии наук (2019). Отец солиста австралийской прогрессив метал группы Voyager - Дэниэла Эстрина и Маши Нив, профессора биоинформатики.

## Биография
Юрий Захарович Эстрин родился и получил образование в СССР. В 1969 году окончил Московский инженерно-физический институт. В 1975 году защитил кандидатскую диссертацию в Институте кристаллографии им. А. В. Шубникова АН СССР, где проработал с 1969 по 1979 год. Эмигрировал в 1979 году. С 1979 по 1992 год работал в Рейнско-Вестфальском техническом университете Ахена, а также в Техническом университета Гамбург-Гарбург. Затем сотрудничал с Университетом Западной Австралии. Сейчас является профессором Университета им. Монаша.
В 2013 году Ю. З. Эстрин выиграл мегагрант Правительства РФ и стал создателем и руководителем научно-исследовательской лаборатории «Гибридные наноструктурные материалы» в НИТУ «МИСиС».

## Занимаемые должности
- 1971—1979 м.н.с., Ин-т Кристаллографии Академии Наук, Москва.
- 1979—1981 н.с., Ин-т Металлофизики и Металловедения, Высшая Техническая Школа земли Сев. Рейн-Вестфалия, Aaxeн, Германия;
- 1981—1988 ст. н.с., Отдел Физики и Материаловедения, Технический Университет Гамбурга-Гарбурга, Германия;
- 1981—1988 ст. н.с., Отдел Физики и Материаловедения, Технический Университет Гамбурга-Гарбурга, Германия;
- 1988—1992 профессор, Отдел Физики и Материаловедения, Технический Университет Гамбурга-Гарбурга, Германия;
- 1992—1996 асс. профессор, Департамент Машиностроения и Материаловедения, Ун-т Зап. Австралии, Перт;
- 1996—2000 профессор, Департамент Машиностроения и Материаловедения, Ун-т Зап. Австралии, Перт;
- 2000—2007 профессор и директор Института Материаловедения, Клаустальский Технологический Университет, Германия;
- 2007-н.в. профессор, Департамент Материаловедения Ун-т им. Монаша, Мельбурн, Австралия.

## Научная и образовательная деятельность
Область научных интересов Ю. З. Эстрина включает наноструктурные металлы для применений в системах накопления водорода, биомедицинских имплантатах и МЭМС. Центральной темой в его исследованиях является развитие новых материалов и структур, инспирированных геометрическими соображениями, в частности, гибридных наноматериалов. Особое признание получили его работы по моделированию прочности и пластичности металлических материалов. Является одним из инициаторов нового подхода к инжинирингу материалов с использованием геометрических принципов и автором многочисленных работ по различным аспектам современного материаловедения.
Ю. З. Эстрин является автором более 500 статей в реферируемых научных журналах и трудах конференций и 10 патентов.

## Признание
За свои научные достижения Ю. З. Эстрин получил многочисленные международные награды, в том числе Премию Фонда им. Александра фон Гумбольдта и Премию Ассоциации им. Гельмгольца (Германия), звание профессора международного класса (Южная Корея), приз Штаудингера-Дуррера (ETH г. Цюрих, Швейцария). Он является адъюнкт-профессором трех университетов в Корее, Китае и Австралии.
В 2015 году профессору Ю. З. Эстрину была присвоена награда «Thomson Reuters Citation Award 2015». Каждые три года на основе данных по цитируемости научных работ компания Thomson Reuters выбирает выдающихся австралийских исследователей и их коллективы, которые внесли значительный вклад в науку. Профессор Эстрин получил единственную награду, присужденную в области технических наук в связи с его исследованиями в области интенсивной пластической деформации материалов.